# سباستین ژاپریسو
سباستین ژاپریسو (به فرانسوی: Sébastien Japrisot) رمان‌نویس،فیلم‌نامه‌نویس،کارگردان و مترجم قرن بیستم میلادی اهل فرانسه بود.